# Acta de Validez de Leyes Coloniales
El Acta de Validez de Leyes Coloniales de 1865 es un Acta del Parlamento del Reino Unido (título largo: un Acta para eliminar dudas en cuanto a la Validez de Leyes Coloniales). Su objetivo era despejar la inconsistencia entre la legislación (británica) colonial e Imperial. El estatuto fue requerido por la entonces existencia de diferentes opiniones expresadas sobre la validez de una serie de actas aprobadas por las legislaturas coloniales. La cuestión principal era la de contradicción (repugnancy). Cualquier ley colonial que contradijera a las provisiones de un estatuto imperial aplicable a una colonia británica nula e inoperante. En tanto se buscó con el Acta restringir los poderes de las legislaturas coloniales, se reafirmó en forma estatutaria la supremacía principal del Parlamento británico.

## Vigencia y derogación
La Conferencia Imperial de 1930 adoptó en términos políticos un acuerdo de abolir la supremacía del Parlamento británico sobre las legislaturas de los Dominios. En seguimiento de las recomendaciones de esta conferencia, el Estatuto de Westminster 1931 abrogó el Acta de Validez de Leyes Coloniales de 1865 en su aplicación a los Dominios, y el Acta de Australia de 1986 en su aplicación a los Estados australianos.